# Zawady (Warszawa)
Zawady – dawna wieś, obecnie osiedle i obszar MSI w dzielnicy Wilanów w Warszawie.

## Historia
Osada założona nad Wisłą, wzmiankowana była jako wieś kościelna w XIII wieku. W 1528 roku liczyła sobie 8 łanów.
W 1580 jako wieś duchowna Zawady znajdowały się w powiecie warszawskim ziemi warszawskiej województwa mazowieckiego.
W XVII wieku Zawady zostały włączone do dóbr wilanowskich. W 1827 roku liczyły 44 domy i 451 mieszkańców, w 1905 roku 35 domów i 409 mieszkańców, w 1921 roku 49 domów i 447 mieszkańców. W marcu 1947 roku Zawady zostały zalane przez Wilanówkę.
W 1951 roku wieś została włączona do Warszawy. Początkowo znajdowała się w dzielnicy Wilanów, od 1960 roku w dzielnicy Mokotów, od 1994 roku w gminie Warszawa-Wilanów, od 2002 roku ponownie w dzielnicy Wilanów.
Obszar Zawad podlega szybkim procesom urbanizacyjnym, dotychczasowe tereny rolnicze przekształcają się w obszary zabudowy jedno- i wielorodzinnej.
W 2005 przy ul. Sytej 190/192 uruchomiono Oczyszczalnię Ścieków „Południe“, przyjmującą ścieki z południowej części lewobrzeżnej Warszawy.
Wzdłuż Wału Zawadowskiego przebiega linia kolejowa do EC Siekierki.
W 2024 roku na Zawadach mieszkało ok. 6 tys. osób.